# Hoddøya
Hoddøya est une île habitée de la paroisse d'Otterøy (en)  dans la commune de Namsos , en mer de Norvège dans le comté de Trøndelag en Norvège.

## Description
L'île de 38,5 km2 est situé dans le Mansenfjorden (en), entre l'île d'Otterøya (au nord-est) et le continent. La ville de Namsos se trouve à environ 12 kilomètres à l'est de l'île.

### Archéologie
En 1922, un fer de lance en bronze de l'âge du bronze a été trouvé à Svartvatnet sur Hoddøya. Le fer de lance mesure 58 cm et est l'un des plus grands du genre en Europe du Nord. La lance Hoddøy est exposée au Muséum d'histoire naturelle et d'archéologie de Trondheim.